# Ordine al merito militare (Corea del Sud)
L'ordine al merito militare è un ordine cavalleresco della Corea del Sud.
È stato fondato il 18 ottobre 1950 per premiare la condotta del personale militare in tempo di guerra o in stato d'emergenza e riformato nel 1963, nel 1967 e infine nel 1973.

## Classi
L'ordine dispone delle seguenti classi di benemerenza:
- cordone Taegeuk
- cordone Eulji
- cordone Chungmu
- cordone Hwarang
- cordone Inheon

| Nastri         |                 |                 |               |                 |
| Cordone Inheon | Cordone Hwarang | Cordone Chungmu | Cordone Eulji | Cordone Taegeuk |

## Insegne
- Il nastro cambia a seconda della classe.